# سلمونيلا بونغورية
السلمونيلة البونغورية (بالإنجليزية: Salmonella bongori)‏ هي أحد أنواع البكتيريا الممراضة التابعة لجنس السلمونيلة ضمن شعبة المتقلبات. كانت تعرف في السابق باسم سلمونيلة النمط V أو تحت نوع من سَلْمونيلَةُ كُوليرا الخَنازير (بونغورية).
السلمونيلة البونغورية عبارة عن عصيات سلبية الغرام تسبب أمراض مَعِدية معوية تسمى أمراض السالمونيلا تتميز بالإسهال والمَغص. تعتبر عادة من ميكروبات الحيوانات ذوات الدم البارد على عكس أعضاء هذا الجنس الآخرى والتي غالبا ما تقترن بالزواحف.

## أصل التسمية
اكتشفت عام 1966 لدى سحلية في مدينة بونغور بتشاد ومنها تم اشتقاق اسم بونغورية. بعد عقود من الجدل حول تسميات السالمونيلا، اكتسبت صفة نوع في عام 2005.

## الوبائية والإمراضية
كانت تعتبر تقليديا سالمونيلا السحالي، إلا أن تحقيقات منفصلة أظهرت تعارض مع مفهوم المضيف الخصوصي كما بينت تقارير حدوث إصابة لدى الكلاب والطيور. في الحيوانات، العدوى لا تظهر أعراض عادة ولا تسبب آثارا واضحة، مع ذلك ترتبط العدوى في الحيوانات الاليفة بالإسهال.
علاوة على ذلك، تم إثبات الإصابات البشرية وفق تقارير نهائية من إيطاليا، ومعظم هذه الحالات هي بين الأطفال أقل من ثلاث سنوات والذين هم أكثر عرضة للإتصال عن طريق الفم مع فضلات الحيوانات. تتميز الأعراض بالإسهال مع حمى والتهاب الأمعاء الحاد. هذه الملاحظات الأولى من ميسينا وباليرمو بدأت أواخر عام 1984 تلتها مدن أخرى في صقلية

## الأصل والتطور
في الأصل كانت سلمونيلة بونغورية تعتبر سلالة داخل جنس السالمونيلا. تم تجميع جميع أعضاء السلمونيلا في اثنين فقط من الأنواع المسمات سلمونيلة بونغورية وسلمونيلة كوليرا الخنازير وذلك استنادا إلى تشابه الدنا. ترتبط أنواع السلمونيلا ارتباطا وثيقا بالإشريكية القولونية ويقدر أنها قد تباينت من سلف مشترك ~ 100 مليون سنة مضت. الجينوم الخاصة بهم لا يزال يعرض تشابه كبيراً ومنه العديد من الهويات الوظيفية. العديد من المورثات الفريدة من نوعها للنَمَطٌ المَصْلِيّ للسالمونيلا مقارنة بالإشريكية القولونية وجدة على جزر جينومية كبيرة منفصلة مثل جزر السالمونيلا المرضية (بالإنجليزية: SPIs or Salmonella pathogenicity islands)‏